# Pristimantis urani
Pristimantis urani é uma espécie de anfíbio caudado da família Strabomantidae. Está presente na Colômbia. A UICN classificou-a como pouco preocupante.